# (7472) Kumakiri
L'asteroide (7472) Kumakiri és un dels situats al Cinturó principal descobert el 1992 per Makio Akiyama i Toshimasa Furuta.
Recentment ha estat notícia pel seu contingut basàltic juntament amb (10537) 1991 RY16 per un estudi conduït per René Duffard i Fernando Roig basat en dades del Sloan Digital Sky Survey.
El basalt és evidència que un objecte ha estat prou gran en el passat per mantenir escalfor interna.
Fins fa poc es creia que els asteroides que contenien basalt eren fragments de l'asteroide (4) Vesta. El 2001 es va descobrir (1459) Magnya amb un basalt de composició química lleugerament diferent al de Vesta suggerint que no pertanyia a la mateixa família.
La manca de basalt i olivina, que constituirien la crosta i el mantell dels objectes de la mida de Vesta en el Cinturó, ha intrigat els científics molt de temps. La teoria prediu que la meitat dels asteroides haurien d'estar formats d'un d'aquests dos materials.
>>Trobar-n'hi un és significatiu, diu Michael Gaffey (geóleg), perquè se n'esperava trobar en molts més asteroides.
Una possibilitat, segons Gaffey, és que l'objecte pare de Kumakiri i (10537) 1991 RY16, s'hagi esmicolat a causa de repetides col·lisions.